# Sanogasta puma
Sanogasta puma är en spindelart som beskrevs av Ramírez 2003. Sanogasta puma ingår i släktet Sanogasta och familjen spökspindlar. Inga underarter finns listade i Catalogue of Life.